# Танкодром
Танкодром (від «танк» і грец. drómos — «біг», «місце для бігу») — обладнаний для навчання водінню танків і другої гусеничної бронетехніки ділянка місцевості.
Місцевість для обладнання танкодрому підбирається з наявністю різноманітного рельєфу і водної перешкоди. Маршрути, які призначаються для забезпечення відпрацювання основних вправ курсу водіння танків, прокладаються по замкнутому контуру довжиною до 2,5 км. На ділянці встановлюються орієнтири і мішені, засоби і системи управління, обладнується командний пункт і оснащуються навчальні класи.

## Джерело
- Танкодром(рос.)